# رحلة مصر للطيران رقم 990
رحلة مصر للطيران 990 (MSR990)، كانت رحلة مجدولة من مطار لوس أنجلوس الدولي إلى مطار القاهرة الدولي، مع توقف في مطار جون إف. كينيدي بمدينة نيويورك. في 31 أكتوبر 1999، تحطمت طائرة بوينج 767-300ER التي كانت تقوم بتشغيل الرحلة فوق المحيط الأطلسي على بُعد حوالي 100 كم (60 ميلاً) جنوب جزيرة نانتوكيت بولاية ماساتشوستس، مما أدى إلى مقتل جميع الركاب وأفراد الطاقم البالغ عددهم 217 شخصًا. يُعد هذا الحادث الأكبر في تاريخ حوادث الطيران التابعة لمصر للطيران، وثاني أضخم حادث لطائرة بوينج 767 بعد حادث رحلة لاودا للطيران رقم ٤.
نظرًا لوقوع الحادث في المياه الدولية، تم فتح تحقيق مشترك بين وزارة الطيران المدني المصرية (الهيئة المصرية للطيران المدني) والمجلس الوطني الأمريكي لسلامة النقل بموجب قواعد منظمة الطيران المدني الدولي. وبسبب ضعف إمكانيات الهيئة المصرية، طلبت مصر من السلطات الأمريكية تولي المجلس الوطني لسلامة النقل مسؤولية التحقيق.
بعد أسبوعين من الحادث، اقترح المجلس الوطني الأمريكي تحويل التحقيق إلى مكتب التحقيقات الفيدرالي لأن جميع الأدلة التي تم جمعها حتى ذلك الوقت أشارت إلى احتمال وقوع عمل جنائي وأن الحادث كان نتيجة فعل متعمد. لكن السلطات المصرية رفضت هذا الاقتراح، وامتنعت مرارًا عن نقل التحقيق إلى مكتب التحقيقات الفيدرالي، فاضطر المجلس الوطني لسلامة النقل إلى مواصلة التحقيق.
خلص تقرير المجلس الوطني لسلامة النقل إلى أن سبب الحادث كان خروج الطائرة عن الطيران المستوي واصطدامها بالمحيط بسبب "إدخالات تحكم من مساعد الطيار البديل" في نظام توجيه الطائرة، لكنه لم يتمكن في النهاية من تحديد سبب دوافع هذا التصرف. أما التحقيق المصري فاستنتج بشكل مستقل أن الحادث ناتج عن عطل ميكانيكي في نظام تحكم المصعد بالطائرة، واقترح العديد من الاحتمالات التقنية، مع التركيز على احتمال عطل في أحد وحدات الطاقة الخاصة بالمصعد الأيمن. بينما ظل المجلس الوطني لسلامة النقل يعارض تقرير الجانب المصري ويعتبر أنه لا يوجد تفسير للحركات الأخيرة للطائرة سوى تصرف بشري متعمد.

## موجز التحقيق الذي وافقت عليه مصر للطيران
خلص تقرير مجلس سلامة النقل الوطني للولايات المتحدة (بدعم من إدارة الطيران الاتحادية ومكتب التحقيقات الفدرالي وبوينغ، وخفر سواحل الولايات المتحدة) أن سبب الحادث نتيجة لمدخلات التحكم في الطيران لمساعد الطيار جميل البطوطي الذي تعمد إسقاط الطائرة.

## التقرير الأمريكي
تعمد التقرير الذي أعدته هيئة سلامة الطيران الأمريكية إخفاء حقائق تتعلق بالحادث فقام أولا على افتراض أن مساعد الطيار المصري جميل البطوطي تعمد الانتحار وإسقاط الطائرة وذلك بسبب الجملة التي قالها وسجلها الصندوق الأسود وهي (توكلت على الله)، وهو ما يعني أن شركة مصر للطيران هي المسؤولة عن التعويضات فضلا عن الإضرار بسمعتها كشركة طيران عالمية، وبالتالي إخلاء المسؤولية عن أجهزة الأمن الأميركية.
خلص تقرير مجلس سلامة النقل الوطني للولايات المتحدة (بدعم من إدارة الطيران الاتحادية ومكتب التحقيقات الفدرالي وبوينغ، وخفر سواحل الولايات المتحدة) أن سبب الحادث نتيجة لمدخلات التحكم في الطيران لمساعد الطيار جميل البطوطي تعمد إسقاط الطائرة.
كان لديه ابنة تحتاج إلى علاج طبي مكلف. وكانت مغطاة من قبل الشركة كموظفة. وإذا ما أُقيل والدها لا تحصل على العلاج الطبي. إذا مات أثناء العمل، لا تزال عائلته تحصل على التأمين الطبي.
أما جميل البطوطي المتهم بالانتحار وبأنه السبب في سقوط الطائرة فقد روى الكثير من أصدقائه وأقاربه أنه كان مثالاً للتدين والأخلاق الحسنة بين زملائه، وهو والد لخمسة أطفال.
عمل البطوطي طيارا بشركة مصر للطيران عام 1987، وكان قبلها طيارًا سابقًا في سلاح الجو المصري، وأمضى نحو 15 ألف ساعة طيران، أكثر من ثلثها على طائرات البوينج 767، كما قام بتدريب العديد من الطيارين خلال سنوات خدمته في القوات الجوية المصرية وفي الطيران المدني خلال 35 عامًا.
إن تحطم الطائرة المصرية كان حادثا متعمدا، ولم تسقط بسبب اتجاه مساعد الطيار جميل البطوطي للانتحار. فشهادة أحد الطيارين الألمان الذي على خط ملاحي قريب من الطائرة المصرية وقت وقوع الكارثة، شاهد جسماً غريباً يمر بالقرب منه قبل وقوع الكارثة بثوان، ويتجه إلى الطائرة المصرية، مما أدى إلى سقوطها في مياه المحيط وانفجارها لتتحول إلى أجزاء متناثرة.
أما «وليد» ابن شقيقة البطوطي فيقول: أن طائرة مصر للطيران التي تحطمت فوق الاطلنطي في خريف عام 1999 عقب إقلاعها من نيويورك في طريقها إلى القاهرة كانت «مستهدفة» لوجود وفد عسكري «هام» مؤلف من 33 شخصا على متنها وكذلك «ثلاثة خبراء في الذرة» وغيرهم. وأضاف وليد في تصريحات صحفية: أن «سبعة» خبراء في مجال النفط كانوا أيضا على متن الطائرة المنكوبة والتي لقي جميع ركابها البالغ عددهم 217 مصرعهم نتيجة تحطمها منذ 29 شهرا.
أتت تلك التصريحات عقب صدور التقرير الفني النهائي من جانب هيئة سلامة الطيران الأمريكية والذي حمّل فيه البطوطي مسئولية تحطم الطائرة «الأمريكية الصنع» والتابعة لشركة مصر الطيران لقيامه بفصل جهاز الطيار الآلي قبل الحادث. ويرجّح ذلك نظرية تقول بأن البطوطي أقدم على الانتحار حيث ظل يردد عبارة «توكلت على الله» عدة مرات إلا أن التقرير الأمريكي نفسه لم يوضح لماذا فعل البطوطي ذلك بالطائرة المنكوبة.
يقول وليد البطوطي: أن جهاز الطيار الآلي الخاص بالطائرة وهي من طراز بوينغ قد أصابه العطب «ثلاث مرات» من قبل خلال رحلة داخلية لها بين مدينتي لوس أنجلوس ونيويورك مما تسبب في إغلاقه ثلاث مرات أثناء نفس الرحلة بينما كان يقودها طاقم آخر لم يكن البطوطي بينهم. وأكد أن هذا الجهاز تعطل للمرة الرابعة عقب إقلاع الطائرة من نيويورك وعلى متنها خاله جميل البطوطي في طريقها إلى القاهرة ولم يكن لمساعد الطيار - البطوطي - أي دخل بذلك.
كما نقلت القنوات الفضائية عن بعض أفراد أسرة البطوطي نفيهم نظرية انتحار جميل البطوطي لأنه كان «شديد التدين» وناجحاً في عمله ولم يكن هناك أدنى ما يدعوه بالتالي للإقدام على الانتحار .

## تفسيرات أخرى
وهناك عدة تفسيرات أخرى أهمها:
- خلل في الرافعات (elevators) إذ وجدت آثار تمزيق على براغي تثبيت حركة الرافعتين
- أثار الكشف عن تعرض الطائرة لخلل فني في أحد جهازي الدفع العكسي تكهنات عديدة. فقد كان خلل في أحد هذه الأجهزة هو السبب في سقوط طائرة نمساوية من طراز بوينغ 767 في تايلاند عام 1991، ومقتل 223 شخصاً كانوا على متنها.
- ومهمة أجهزة الدفع العكسي هي المساعدة في إيقاف الطائرة في وقت قصير لدى هبوطها على الأرض، وذلك بأن تعكس حركة الهواء داخل المحرك. فبدلاً من تحويل ضغط الهواء من الأمام إلى الخلف، لتتحرك الطائرة، يقوم جهاز الدفع العكسي بتحويل ضغط الهواء من الخلف إلى الأمام، فيسهم بذلك في إيقاف الطائرة.
- تكتسب الطائرة سرعتها الهائلة من قدرة محركاتها على سحب كمية كبيرة من الهواء بسرعة، ثم ضغطه، وخلطه بالوقود في غرفة الاحتراق، وفي النهاية طرده بسرعة أكبر عبر إسطوانة العادم، وهنا تكتسب الطائرة الحركة للأمام
- عادة ما يتم ضغط الهواء داخل المحرك ليزداد ضغطه بمقدار نحو ثلاثين ضعفاً، وعند طرده بهذه القوة عبر إسطوانات العادم الضيقة، تتحرك الطائرة للأمام، تماماً كما تطير بالونة منفوخة بالهواء عند تفريغه فجأة، وهكذا تتضح قوة جهاز الدفع العكسي الذي يعمل، فقط عند هبوط الطائرة بسلام على الأرض، على تحويل الهواء الخارج من إسطوانات عادم المحرك، إلى الأمام. لذلك يتم تثبيت أجهزة الدفع العكسي عادة قرب إسطوانات العادم، إما خارجياً أو داخلياً.

## التقرير المصري
وهناك تقرير علمي مصري أعده د/ محمد إبراهيم معوض:
د.محمد إبراهيم: تأخر الطائرة عن الإقلاع لمدة ساعتين يعطي تصوراً للتخطيط المسبق لتفجير الطائرة. لأن تأخر الطائرة عن الإقلاع يترتب عليه احتمالات في غاية الأهمية والخطورة. وهي عدم إدراجها على خريطة الرحلات قبل الإقلاع وبالتالي عدم الإخطار عن خط سيرها. أو الإخطار في وقت متأخر لا يسمح بإدراجها على خريطة الرحلات وبالتالي سمحت لها سلطات المطار بالإقلاع قبل وصول الموافقة على إعادة إدراجها على الخريطة، وفي هاتين الحالتين كانت النتيجة واحدة وهي عدم إدراج الرحلة على خريطة الرحلات وبالتالي عدم إدراجها على كمبيوتر وسائل الدفاع الجوي، وبالتالي تعاملت معها وسائل الدفاع الجوي كطائرة معادية وأطلقت عليها الصواريخ لإسقاطها، كما أن الطائرة تعرضت لإعاقة إلكترونية أدت إلى انحرافها عن خط السير العادي ولم يتم تصحيح المسار بواسطة محطة التوجيه والمتابعة الأرضية بمطار الإقلاع، ويرجع السبب في ذلك إما إلى تعمّد عدم التصحيح من المحطة الأرضية، أو التشويش على وسائل الاتصالات بين الطيار ومحطة التوجيه الأرضية وهذا ما أيّدته البيانات التي أذاعتها الهيئة بقطع الاتصال بين الطائرة ومحطة التوجيه الأرضية قبل تحطمها بثلاث دقائق وهي الفترة اللازمة والكافية لدخول الطائرة منطقة التدمير ودورة اشتباك صواريخ الدفاع الجوي التي أُطلقت عليها وفجّرتها.,

### داخل الطائرة
لم يشعر أحد من الطيارين بما يحاك له خارج الطائرة، حيث كانت الطائرة تسير على الارتفاع الطبيعي لها وهو 33 ألف قدم بواسطة الطيار الآلي، وفجأة لاحظ الطيار البطوطي أن الطائرة بدأت تنحرف عن مسارها العادي بعد أن شاهد مناظر غير مألوفة له وغير موجودة في المسار الطبيعي للطائرة، وفي البداية اعتقد أن هذا السبب خلل في الطيار الآلي، فقام على الفور بفصله حتى يعيد الطائرة إلى مسارها العادي، وفي هذه اللحظة فوجيء بأحد الصواريخ يتجه إلى الطائرة، وفي هذه اللحظة دخل عليه الطيار المصري أحمد الحبشي وبعد تقدير الموقف طلب من البطوطي مساعدته بقوله 'ساعدني' أو 'شد معي'
وفقدوا الاتصال بمحطة التوجيه والمتابعة الأرضية، ولم يكن أمامهما إلا القيام بمناورة حادة والهبوط بالطائرة بسرعة شديدة من ارتفاع 33 ألف قدم إلى 16 ألف قدم حتى يتفادى الاصطدام بالصاروخ الأول، وبالفعل نجت الطائرة من الخطر، وعند ارتفاع 16.5 ألف قدم، شاهدا صاروخا ثانيا يتجه إلى الطائرة فلم يكن أمامهما سوى استمرار المناورة والارتفاع بالطائرة مرة أخرى وبسرعة شديدة لتفادي الصاروخ الثاني، ولأن الطائرة غير مجهزة لهذا النوع من المناورات وذلك بسبب ثقل وزنها، وعند ارتفاع 24 ألف قدم اصطدم بها الصاروخ الثاني وبالتحديد عند الذيل الأمر الذي أدى إلى انفجاره وتسبب في تفريغ كبير جدا في هواء منطقة التدمير نتج عنه تفجير أجسام الركاب إلى أنسجة بشرية سقطت مع حطام الطائرة وحطام الصاروخ إلىالمحيط الأطلنطي.

### تقارير أخرى
الأدلة التي تدل على أن الطائرة قد تم تفجيرها بصواريخ كثيرة، أولها هو وجود نية مبيته لتأخير إذاعة بيانات الكارثة حيث صدر البيان الأول بفقد الطائرة وبعدها بساعة صدر البيان الثاني بتحطم الطائرة وسقوطها في مياه المحيط الأطلنطي، وذلك بهدف إتاحة الفرصة لاختفاء حطام الصواريخ وهو الدليل المادي على السبب الحقيقي للكارثة، والدليل الثاني على صدق هذه الرواية هو عدم العثور على أيّة أشلاء لأي جثة من جثث ركاب الطائرة ولكن ما تم العثور عليه هو 'أنسجة بشرية'، وهذا يدل على تعرض الطائرة لضغط هوائي شديد بعد انفجار ذيلها بالصاروخ الثاني، وذلك لأن الانفجار العادي للطائرة لا يمكن أن يحول الجثث إلى'أنسجة بشرية'، وأيضا إذا كان الانفجار بصورة ناسفة... لما قام الطياران المصريان بالمناورة الشديدة التي قاما بها، أما الدليل الثالث هو تعمد عدم إذاعة محتويات الصندوق الأسود كاملة وذلك محاولة لتفادي أيّة إشارة تفيد وجود صواريخ موجهة إلى الطائرة من خلال الأحاديث المتبادلة بين أفراد طاقم القيادة، أو بين الطاقم والمحطة الأرضية، وأيضا لإخفاء السبب الحقيقي وراء قطع الاتصال بين الطائرة والمحطة الأرضية قبل تحطمها بثلاث دقائق ومن الجائز تسجيل صوت انفجار الصاروخ ضمن تسجيلات الصندوق الأسود.
دليل آخر على وجود شبهة جنائية حول الحادث هو تحطم كابينه القيادة تماما وهو أمر غير مألوف حيث يتم صناعة كبائن قيادة الطائرات من دعامات قوية لحماية طاقم قيادة الطائرة. ولو فرضنا أنها حادث طبيعي فمن المنطقي ألا تتحطم الكابينه إلّا إذا كان هناك مادة مفجرة أو صاروخ حطّمت الكابينة تماما.

### أدلة النفي
إن جميع الأدلة والتساؤلات الواردة بمسودة التقرير النهائي الخاصة بادعاء محاولة ألصاق تهمة انتحار الطيار البطوطي هي ذاتها دليل نفي هذه التهمة، حيث أن كثرة تكرار الشهيد البطوطي لعبارة 'توكلت على الله' كانت نتيجة تقييمه للموقف، حيث أن القيام بالمناورة وحده لا يكفي لتفادي الصواريخ نظراً لحجم ووزن الطائرة وبالتالي فهو كان في حاجة إلى معجزة من الله لتفادي وقوع الكارثة ومن هنا جاءت استغاثته واستعانته بالله في كل لحظة، ولو كانت هناك أدنى نية للانتحار كان من المنطقي أن يستمر في هبوطه بالطائرة حتى يستقر في أعماق المحيط، ولكن الثابت من بيانات الهيئة أنه اتجه بالطائرة إلى أعلى مرة ثانية.
وأيضا لو كانت هناك أيّة نية للانتحار ما تركه أفراد طاقم القيادة الآخرين والمتواجدين معه في غرفة القيادة دون منعه من التنفيذ، وبالأحرى كان قام الطيار الحبشي بإبعاده عن مقعد القيادة بدلاً من أن يطلب منه المساعدة في القيام بالمناورة، وأيضا لم تثبت التسجيلات التي أذاعتها الهيئة الأمريكية في تقريرها المبدئي وجود أية خلافات أو محاولات لإبعاد الطيار البطوطي من مقعد القيادة أو حتى مجرد إشارة إلى ذلك من بعيد أو قريب، وبذلك تنتفي تماما نظرية محاولة الانتحار التي حاولت مسودة التقرير النهائي الأمريكية إلصاقها زوراً إلى الشهيد البطوطي حتى يبعدوا التهمة عن تفجير الطائرة بصاروخ أمريكي.

## الكلمات الأخيرة لطاقم الطائرة
أما الكلمات الأخيرة لطاقم الطائرة فكانت:

### الساعة 1:48:03
- أحمد الحبشي: بعد إذنك يا جيمي، ها روح مشوار صغير لغاية الحمام
- الثانية 04

صوت مثل أزيز مقعد إلكتروني يدور
- الثانية 05

صوت مثل باب كابينة القيادة يفتح
- الثانية 08

جميل البطوطي: اتفضل
- الثانية 09

صوت عدة طقطقات
- الثانية 10

أحمد الحبشي: قبل ما يتزحم، وهما بياكلوا، وهارجعلك
- الثانية 19

صوت صادر عن باب كابينة القيادة (الأعضاء الخمسة الناطقين باللغة العربية في فريق التحقيق لم يستطيعوا تمييز الكلمات التي قيلت في هذا الوقت. اتفقوا على أنها ليست باللغة العربية. واعتقد أربعة منهم أن صوتا قال «اتحكم فيه» بينما يظن الخامس أنها كلمة «هيدروليكي»)
- الثانية 35

صوت طقطقة وصوت ارتطام مكتوم
- الثانية 40

جميل البطوطي: توكلت على الله - سمعت بصعوبة
- الثانية 58

سلسلة من الطقطقات وأصوات ارتطام مكتوم لمدة 17 ثانية

### الساعة 1:49:18
صوت أزيز مثل صوت مقعد إلكتروني
- الثانية 48

صوت طقطقة وصوت ارتطام ثم جميل البطوطي يقول: توكلت على الله
- الثانية 53

أصوات ارتطام مرة بصوت عال وثلاث مرات بصوت منخفض
- الثانية 57

جميل البطوطي: توكلت على الله
- الثانية 59

جميل البطوطي: توكلت على الله - (صوت إنذار ينطلق للتحذير من هبوط الطائرة بصورة حادة يتردد أربع مرات)

### الساعة 1:50:00
- جميل البطوطي: توكلت على الله
- الثانية 02

جميل البطوطي: توكلت على الله
- الثانية 03

جميل البطوطي: توكلت على الله
- الثانية 04

جميل البطوطي: توكلت على الله
- الثانية 05

صوت ارتطام عال
- الثانية 06

جميل البطوطي: توكلت على الله
أحمد الحبشي: فيه إيه؟ فيه إيه؟
- الثانية 07

جميل البطوطي: توكلت على الله - صوت ارتطامات وطقطقات كثيرة لمدة 15 ثانية
الثانية 08
صوت الإنذار يبدأ ويتردد انخفاضا وارتفاعا ويستمر حتى نهاية التسجيل
- الثانية 09

جميل البطوطي: توكلت على الله
أحمد الحبشي: فيه إيه؟
- الثانية 15

أحمد الحبشي: فيه إيه يا جميل؟ فيه إيه
- الثانية 20

الصوت المماثل لصوت الإنذار يتردد أربع مرات
- الثانية 25

أحمد الحبشي: إيه ده؟ إيه ده؟ أنت قفلت المحرك - أو المحركات؟ ثم تغير وارتفاع في الصوت
- الثانية 27

أحمد الحبشي: شوف المحركات
الثانية 29
أحمد الحبشي: أقفل المحركات
- الثانية 30

جميل البطوطي: مقفولة
- الثانية 31

أحمد الحبشي: شد
- الثانية 33

أحمد الحبشي: شد معايا
- الثانية 35

أحمد الحبشي: شد معايا
- الثانية 37

أحمد الحبشي: شد معايا
وينقطع التسجيل بعد ذلك.

## وصلات خارجية
- (بالإنجليزية) Final Report
- المجلس الوطني لسلامة النقل
  - (بالإنجليزية) Egyptair 990